# Se fossi Marco
Se fossi Marco è una canzone del cantautore romano Niccolò Fabi, primo singolo del suo terzo album Sereno ad ovest.
Tema del brano è la gelosia, vissuta dal punto di vista di chi subentra ad una storia importante, e quindi non riesce a farsi amare completamente.

## Tracce
1. Se fossi Marco
2. Rosso (acoustic version)